# Jan Kacper Heurich

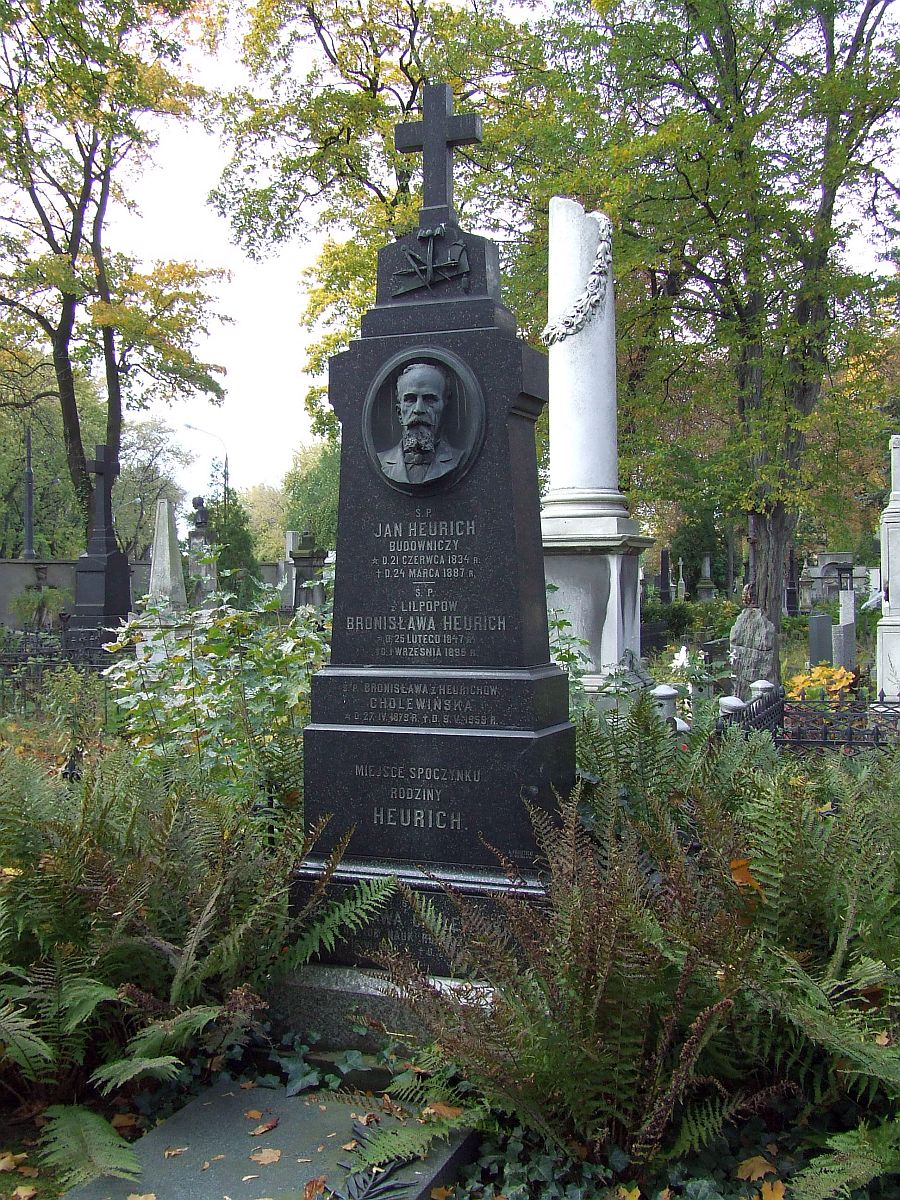
Grabmal Heurichs auf dem evangelischen Friedhof in Warschau

Jan Kacper Heurich (auch: Jan Heurich der Ältere, * 21. Juni 1834; † 24. März 1887) war ein Warschauer Baumeister. Er stammte aus einer aus Sachsen eingewanderten Familie und gehörte zu den bekanntesten Architekten Warschaus in der zweiten Hälfte des neunzehnten Jahrhunderts.

## Leben
Heurich lernte während seiner Schulzeit Zeichnen und Malen bei Jan Feliks Piwarski und begann im Jahr 1852 sein Studium an der Architekturfakultät der Schule der Schönen Künste Warschau, wo einer seiner Lehrer Henryk Marconi war. Nach seinem Abschluss im Jahre 1856 (“Baumeister I. Klasse”) war er bis 1860 am Bau der St. Anna-Kirche in Wilanów beteiligt (Diplom 1862: “Baumeister II. Klasse”). Im Anschluss an Studienreisen nach Italien, Frankreich und Deutschland erhielt er 1866 sein Diplom als „Baumeister der Klasse III“. 
Heurich gewann etliche Auszeichnungen für seine Entwürfe öffentlicher Gebäude, unter anderem beim Bau des Polytechnischen Institutes in Lodz (1866), dem Umbau des Rathauses (1864) und dem Bau des Volkstheaters in Warschau (1869). In Warschau entwarf Heurich Stadtpalais, Villen und Mietshäuser im Stil der italienischen Renaissance. Während des Zweiten Weltkriegs wurden fast alle von ihm entworfenen Gebäude in Warschau zerstört und später auch nicht wiederaufgebaut. Außerhalb Warschaus errichtete er einige ländliche Herrenhäuser und Paläste. Seine Projekte zeichneten sich durch harmonische Proportionen aus. Heurich war ein Förderer von Fachliteratur.
Als Sohn eines Kunsttischlers verfasste er zwei Lehrbücher (die ersten ihrer Art in Polen) zu diesem Beruf, verlegt beim Verlag Gebethner i Wolff, aus der Reihe "Biblioteka Rzemieślnika Polskiego":
- Handbuch für Schreiner (poln.:  “Przewodnik dla cieśli. Obejmujący cały zakres ciesielstwa, z 299 drzeworytami w tekscie, podług najlepszych dzieł obcych z zastosowaniem się do potrzeb i zwyczajów krajowych”) aus dem Jahr 1874.
- Handbuch für Zimmerleute (poln.: “Przewodnik dla stolarzy. Obejmujący cały zakres stolarstwa, podług najlepszych dzieł obcych z zastosowaniem się do potrzeb i zwyczajów Stolarzy Polskich”) aus dem Jahr 1876.

Ein weiteres, 32-seitiges Werk erschien im Jahr 1873 bei F. Krokoszyńska:
- Jak robotnicy u nas mieszkają, a jak mieszkać mogą i powinni. Odczt popularny wypowiedziany dnia 11 maja 1873 r

Heurichs Sohn war der Architekt Jan Fryderyk Heurich (“der Jüngere”). Heurich wurde auf dem evangelisch-augsburgischen Friedhof in Warschau beigesetzt.

## Bauten (Auswahl)
- Arbeiten an der St. Anna-Kirche (1857–1860)
- Bau des Janasz-Palastes in Warschau (1874–1875)
- Stationsgebäude der Warschau-Wiener Eisenbahn in Skierniewice (1875)[4]
- Umbau des US-amerikanischen Botschaftsgebäudes (die vormalige Villa des Unternehmers Stanisław Lilpop) an den Aleje Ujazdowskie
- Bau des Jungengymnasiums “M. Reya”, Plac Małachowskiego 1
- Bau des Mädchengymnasium “Królewny Anny Wazówny”, Ulica Kredytowa 2